# Géza Losonczy
Géza Losonczy (ur. 5 maja 1917 w Érsekcsanádzie, zm. 21 grudnia 1957 w Budapeszcie) – węgierski dziennikarz i działacz polityczny.
Członek Węgierskiej Partii Komunistycznej. 
Jako minister bez teki, członek koalicyjnego rządu Imre Nagya, powołanego w czasie powstania węgierskiego w 1956 roku. Po jego upadku uwięziony. Zmarł w więzieniu w czasie strajku głodowego.